# 永城市
永城市位于河南省最东部，苏、鲁、豫、皖四省交界处，是商丘市下辖的一个县级市。芒砀北峙，浍水南环，东接徐淮，西连梁宋，登芒砀而望四省，沐汉风而越千年，永城是河南离出海口最近的城市。
全市总面积2,020平方公里，总人口約126万人。市人民政府駐东方大道中段人民广场北。
相继荣获国家园林城、国家卫生城、全国文明城市、全国双拥模范城、全国农村新能源革命试点市、全国科技进步先进市、全国生态宜居城市、中国幸福感城市、全国现代农业示范区改革与建设试点县（市）、全国义务教育发展基本均衡县、全国绿化模范县、宽带中国示范市、中华诗词之乡、中国书法之乡、“千年古县”等荣誉称号。

## 称誉
- 汉兴之地：永城是汉文化的发祥地。秦末，汉高祖刘邦义释刑徒，斩蛇起义，以永城芒砀山为根据地，开创了汉朝四百年帝业。汉人、汉字、汉文化由此而兴，在此昌盛。
- 能源之都：永城矿产资源丰富，地下储煤面积1,216平方公里，可开采储量50.45亿吨，是全国六大无烟煤基地之一，同时被国家发改委确定为全国七大煤化工基地之一。现有永煤、神火两大中国500强企业，年产原煤2,000万吨。
- 面粉之城：永城是全国粮油百强市、全国粮食生产先进市、国家现代农业示范区，小麦产量常年稳定在18亿斤以上，有面粉加工企业5大集团142家，年加工面粉60亿斤，产品畅销20多个省、市、自治区，2005年10月被授予“中国面粉城”称号，连续成功举办八届中国（永城）面粉食品博览会。
- 生态之市：永城是河南省最早启动生态市建设的县级市。目前，建成区绿地面积1,800公顷，绿地率39.83%；绿化覆盖面积2,300公顷，绿化覆盖率45.81%；城市公园绿地总面积600.68公顷，城市人均公园绿地面积12.5平方米。
- 长寿之乡：全市百岁老人占总人口的十万分之七以上，80岁以上的老人占总人口的2.37%。被中国老年学学会评为“中国长寿之乡”

## 人口
根据第七次人口普查数据，截至2020年11月1日零时，永城市常住人口为1256409人。

## 經濟
永城市，连续九年跻身中国县域经济百强县（市）行列，2017年位居第83位，并入选全国投资潜力百强县（市），位居第39位。2017年，地区生产总值达到516.47亿元，增长9.3%。境内财政总收入79.7亿元，增长率为8%，公共财政预算收入37.43亿元，增长率为8.6%，其中地方级税收26.26亿元，居全省第5位，增长16.3%；支出77.64亿元，居全省第3位，增长4.3%。

## 地理
永城位于淮河流域，黄淮平原腹地河南省的最东部。处在东经115°58′～116°39′，北纬33°42′～34°18′之间，平均海拔33米。市境的北、东、南及西南部分别与安徽省的砀山县、萧县、濉溪县、涡阳县、亳州市毗邻，西部和西北部与河南省的夏邑县缘连。
沱河穿过西城区的北部和东城区的南部，芒砀山位于北部的芒山镇境内，主峰海拔高度159米。

## 交通运输
永城市境内有 连霍高速、 311国道横穿东西。 盐洛高速（永登高速公路）从南部东西贯穿境， 德上高速（济祁高速）在市域偏东部纵穿南北，高速路出口达5个。
徐兰高铁在永城设永城北站填补了永城市铁路客运空白，该站距永城市区约40公里，亦是河南省内极少数的中国铁路上海局集团管内车站之一。
邢商永地方铁路、沱浍河航运、永城通用机场正在施工建设中。截至2014年底，永城市境内高速公路总里程已达116公里，国省干线公路通车总里程307公里，国省道数量位居全省前列，通村公路近800条2188公里，专用公路42公里，以高铁高速为龙头、以地方铁路和国省干道为骨架、以县乡公路为链接、以内河航运和航空为补充的现代化立体交通运输体系逐步形成。永城也是河南省首个拥有自助自行车系统的城市，同时已入驻共享单车。
 343国道已经立项获得批复，前期准备工作正在进行。

## 历史
秦朝于此设“建成县”、“酂县”、“芒县”。西汉于此设“敬丘县”、“酂县”。东汉于此设“临睢县”。隋大業六年（610年），于此改置更名为“永城县”。 	
金興定五年（1221年） 升为州，元至元二年（1265年）复降为县。1945年2月: 于此设“雪涡县”、“雪枫县”。1949年3月复名“永城县”，隶属于皖北行署区。
1952年，永城从安徽省划入河南省，使得历史名人曹操、华佗的故里有了现代的争议。
1996年10月，国务院撤销永城县，设县级市，治所向东迁移8公里沱河北岸大谢庄建立东城区。
2011年6月1日，正式成为省直管市，由商丘市代管。2014年1月1日，永城由河南省政府全面直管。
2016年永城被河南省规划建设为商丘市域副中心城市。
2018年1月1日，永城全面归还恢复商丘市管辖。

## 行政区划
下辖6街道，20镇，4乡：
演集街道、崇法寺街道、芒山镇、高庄镇、酂城镇、裴桥镇、马桥镇、薛湖镇、蒋口镇、陈集镇、十八里镇、太邱镇、李寨镇、苗桥镇、顺和镇、茴村镇、酂阳镇、龙岗镇、马牧镇、大王集镇、刘河镇、双桥镇、卧龙镇、黄口镇、新桥镇、条河镇、沱滨街道、侯岭街道和陈官庄镇。